# Налоговая система Сербии
Налоговая система Республики Сербии выстраивается Правительством Сербии. Фискальную политику государства формирует Налоговое управление Министерства финансов Республики Сербии, оно же через свои региональные представительства осуществляет администрирование всех налогов и сборов. Законодательство о налогах включает в себя несколько нормативных актов: закон о налоговых процедурах, закон о налоге на прибыль, закон о подоходном налоге, закон о налоге на добавленную стоимость, закон о налоге на имущество и так далее. Следует отметить, что в отличие, например, от правовой базы фискальной системы РФ, законы о налогах в Сербии содержат только общие положения. Реальное администрирование происходит в соответствии с подзаконными правовыми актами, главным образом, ведомственными инструкциями. Доходную часть бюджета Сербии обеспечивают следующие основные налоги: налог на прибыль, подоходный налог, налог на добавленную стоимость и, кроме того, акцизы и таможенные сборы.

## Фискальная консолидация 2012 года
10 сентября 2012 года правительство одобрило курс на фискальную консолидацию для снижения бюджетного дефицита. Были запланированы обеспечение экономии государственных трат и одновременное повышение доходов бюджета. Положительный рост бюджетных поступлений был обеспечен следующими мерами:
- увеличение подоходного налога с 10 % до 15 %;
- увеличение ставки налога на добавленную стоимость с 18 до 20 % (за исключением малых предприятий с годовым доходом не выше 8 млн динар (≈ 90,0 тыс. долл.);
- увеличение акцизов на дизельное топливо (за исключением общественного транспорта и ряда других перевозчиков), на табачные изделия, на сжиженный газ.

## Основные налоги
В ходе фискальной консолидации 2012 года были сформированы основные ставки действующей в настоящее время системы налогообложения в Сербии.

### Налог на прибыль
Налог на прибыль юридических лиц (серб. Порез на добит правних лица) регулируется «Законом о налоге на корпоративную прибыль». Ставка составляет 15 %. Налогоплательщик выплачивает ежемесячные авансовые взносы по фактическим начислениям за аналогичный период прошлого года. Вновь созданные компании платят такие платежи исходя из плановой оценки прибыли на текущий год. Для компаний, которые инвестируют в собственное развитие более 1 млрд сербских динаров (или это в их интересах делают другие юридические лица) предусмотрена льготная ставка в размере 10 %. Убытки могут переноситься в течение пяти лет. Прирост капитала облагается по ставке 15 % для резидентов и 20 % для нерезидентов.

### Налог на добавленную стоимость
Налог на добавленную стоимость (серб. Порез на додату вредност) регулируется соответствующим законом. Ставка налога 20 %. Для некоторых видов товаров и услуг (продукты питания, услуги гостиниц, коммунальные услуги и тому подобное) действует ставка 10 %. Налогом не облагается (применяется нулевая ставка) экспортные товары. Освобождены от НДС (ПДВ) финансовые, банковские, страховые услуги, медицинское и социальное обслуживание.

### Налог на доходы физических лиц
Налог на доходы физических лиц (серб. Порез на доходак грађан) регулируется несколькими юридическими актами в зависимости от вида доходов. С заработной платы источник выплаты удерживает налог в размере 10 %. Если заработок превышает сумму в три средних годовых зарплаты, ставка увеличивается ещё на 10 %, более шести среднегодовых зарплат — на 15 %. Нерезиденты облагаются налогом на доходы, полученные у источника в Сербии по ставкам 10 %, 15 % или 20 %, в зависимости от видов выплат: трудовые доходы, доходы от капитала, доходы от прироста капитала и так далее.

### Налог на имущество физических лиц
Налог уплачивается с оценочной стоимости имущества, которое находится в собственности налогоплательщика. Ставки устанавливаются местными органами власти в пределах от 0,3 % до 2,0 %.